# Sidharth Malhotra
Sidharth Malhotra (16 de enero de 1985 en Delhi) es un actor y modelo indio reconocido por sus apariciones en películas de Bollywood. 
Malhotra protagonizó películas de éxito comercial como la comedia romántica Hasee Toh Phasee (2014), el thriller Ek Villain (2014) y el drama Kapoor & Sons (2016). Tras un declive en su carrera, recibió elogios por protagonizar a Vikram Batra en la película bélica Shershaah (2021), lo que le valió una nominación al Premio Filmfare al Mejor Actor. Se casó con su compañera de reparto en la película, Kiara Advani, en 2023.

## Carrera
Malhotra nació en Delhi en el seno de una familia proveniente de Punjab, hijo de Sunil, capitán de la marina mercante y de Rimma Malhotra, un ama de casa. Cursó estudios en las instituciones Don Bosco, Birla Vidya Niketan y en la Universidad Shaheed Bhagat Singh.
Inició su carrera en el modelaje a los 18 años. Al no sentirse satisfecho en dicha profesión, se postuló para trabajar como asistente de dirección de Karan Johar en la película de 2010 My Name Is Khan. Hizo su debut en la actuación con un papel protagónico en la película Student of the Year (2012), por la cual fue nominado a un premio Filmfare por mejor debut. En 2014 hizo parte del elenco en la aclamada película Hasee Toh Phasee. Ese mismo año interpretó a un criminal en la película dramática Ek Villain (2014). La excelente recaudación en taquilla y la popularidad de la película le valieron a Malhotra el ser reconocido como uno de los actores más prominentes de la nueva generación de intérpretes de Bollywood.

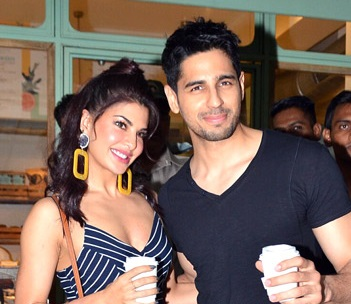
Malhotra junto a Jacqueline Fernandez en un evento promocional de la película A Gentleman, 2017

 En 2015 formó parte del elenco del remake de la película de Hollywood Warrior (2011), titulada Brothers y dirigida por Karan Malhotra. En la película compartió reparto con Akshay Kumar, Jacqueline Fernandez y Jackie Shroff. Pese a las altas expectativas, la película fue muy criticada por la prensa especializada y tuvo una pobre recaudación en taquilla. En 2016 encarnó a un matemático que logra viajar en el tiempo en la comedia romántica Baar Baar Dekho junto a Katrina Kaif. Su siguiente película, el drama dirigido por Shakun Batra Kapoor & Sons se convirtió en un éxito absoluto de taquilla y fue aclamado por parte de la crítica. Con un reparto de lujo que incluía a Rishi Kapoor, Ratna Pathak Shah, Rajat Kapoor, Fawad Khan y Alia Bhatt, la película cuenta la historia de dos hermanos con personalidades distintas (Malhotra y Khan) que regresan al hogar de su disfuncional familia al enterarse del paro cardíaco sufrido por su abuelo. Un crítico de India Today afirmó que Malhotra fue opacado por la actuación de Khan en la cinta, aunque Namrata Joshi de The Hindu alabó la sólida interpretación de Sidharth. En 2017 protagonizó la película Ittefaq, remake de la película de 1969 del mismo nombre, junto a Sonakshi Sinha.

### Otros proyectos
Aparte de la actuación, Malhotra ha trabajado en campañas publicitarias para productos como Coca-Cola, Corneto y American Swan. También ha participado en eventos destinados a recaudar fondos para la caridad. En 2013 participó en un evento junto a personalidades como Varun Dhawan, Alia Bhatt, Aditya Roy Kapur, Shraddha Kapoor y Huma Qureshi para recaudar fondos para las víctimas de las inundaciones de Uttarakhand. Colaboró con la organización Personas por el Trato Ético de los Animales (PETA) en una campaña para crear conciencia acerca del maltrato a los perros. En agosto de 2016 se presentó en varias ciudades de los Estados Unidos como parte de una gira llamada "Dream Team 2016" junto a los actores Alia Bhatt, Varun Dhawan, Katrina Kaif, Parineeti Chopra y Aditya Roy Kapur, el director Karan Johar y el rapero Badshah.

## Filmografía
| Año  | Película            | Rol                      | Notas                                        |  |
| ---- | ------------------- | ------------------------ | -------------------------------------------- |  |
| 2010 | My Name Is Khan     |                          | Asistente de director                        |  |
| 2012 | Student of the Year | Abhimanyu Singh          | Debut como actor                             |  |
| 2014 | Hasee Toh Phasee    | Nikhil Bharadwaj         |                                              |  |
| 2014 | Ek Villain          | Guru Pratap Singh / Dipu |                                              |  |
| 2015 | Brothers            | Monty Fernandez          |                                              |  |
| 2016 | Kapoor & Sons       | Arjun Kapoor             |                                              |  |
| 2016 | Baar Baar Dekho     | Jai Varma                |                                              |  |
| 2017 | A Gentleman         | Gaurav/Rishi             | Debut como cantante con "Bandook Meri Laila" |  |
| 2017 | Ittefaq             | Vikram Sethi             |                                              |  |
| 2018 | Aiyaary             | Jai Bakshi               | En filmación                                 |  |
| 2024 | Indian Police Force |                          |                                              |  |
| 2024 | Yodha               |                          |                                              |  |